# Monte Bello, Morelos
Monte Bello är en ort i Mexiko.   Den ligger i kommunen Huitzilac och delstaten Morelos, i den sydöstra delen av landet, 50 km söder om huvudstaden Mexico City. Monte Bello ligger 2 250 meter över havet och antalet invånare är 126.
Terrängen runt Monte Bello är varierad, och sluttar söderut. Runt Monte Bello är det mycket tätbefolkat, med 1 463 invånare per kvadratkilometer. Närmaste större samhälle är Cuernavaca, 9,1 km söder om Monte Bello. I omgivningarna runt Monte Bello växer huvudsakligen savannskog.